# Miklóssy-Vári Vilmos
Miklóssy-Vári Vilmos, névváltozat Miklóssy V. Miklós (Erdőszentgyörgy, 1947. március 21. – Budapest, 2007. január 2.) magyar biológus, természettudományi író, szerkesztő.

## Életútja
Középiskolát szülőhelyén végzett 1965-ben, Kolozsváron a Pedagógiai Főiskolán és a Babeș-Bolyai Egyetem biológiai karán szerzett diplomát. Bordoson (1968), Firtosmartonoson (1971) tanított, Csíkszeredában a Hargita Megyei Múzeumban muzeológus (1972–88), a Régizene Fesztiválok szervezője.
Első írását a Hargita napilap közölte (1972). Az Acta Hargitensia alapító szerkesztője (1980). Közleménye jelent meg Haynald Lajosnak a Csíkszeredai Múzeumban őrzött herbáriumáról (Aluta, 1976–77), Kájoni János herbáriumáról (A Hét, 1977/37), orvoskönyvéről (Gyógyszerészet, Budapest 1980/2), festőnövényekről a csíki háziiparban (Népismereti Dolgozatok, 1978), a népi időjóslásról (TETT, 1978/3), a virginálkészítésről (Muzsika, Budapest, 1978/2); románul Csíkmindszent flóráját dolgozta fel (Acta Hargitensia, 1980).
1989-ben áttelepült Magyarországra.